# مجزرة القيادة العامة
فض اعتصام القيادة العامّة وتُعرف أكثر باسمِ مجزرة القيادة العامة فيما عُرفت في وسائل الإعلام الغربيّة باسمِ مجزرة الخرطوم هي مجزرة حصلت في يومِ الإثنينِ الموافق للثالث من يونيو/حزيران 2019 حينمَا اقتحمت قوات مسلحة تَتبع للمجلس العسكري وبدعمٍ كبيرٍ من قوات الدعم السريع السودانية مقرّ الاعتصام مُستعملةً الأسلحة الثقيلة والخفيفة وكذَا الغاز المسيٌل للدموع لتفريق المتظاهرين السلميين مما تسبّبَ في مقتل حوالي 66 متظاهر ومئات الجرحى حسب التقديرات الرسمية.
استغلت القوات التي فضٌت الاعتصام الانفلات الحاصل جرّاء تدخلها العنيف فقامت برمي 40 جثة على الأقل في نهر النيل بغرض إخفاء «معالِم الجريمة» حسب ما سرّبته وسائل إعلام عربيّة وغربية في وقتٍ لاحقٍ؛ وقد تمّ في هذا الصدد تداول فيديوهات على نطاقٍ واسعٍ تُظهر أفرادًا من الشعب السوداني وهم بصددِ إخراج بعض الجثث التي رُميت في النهر.
بالإضافةِ إلى جرائم الترويع والقتل العَمد ومحاولة التخلص من الجثث؛ أفادت وسائل إعلام أخرى عن قيامِ عناصر تابعة لقوات الدعم السريع التي يقودها حميدتي – وهوَ نائب رئيس المجلس العسكري – باغتصابِ حوالي 70 شخصًا من كلا الجنسين بهدفِ ترويع المتظاهرين ومنعهم من العودة مُجددًا للإحتجاج. وقامت بعد المجزرة بقطع الإنترنت عن كامل السودان بهدفِ خلق «تعتيمٍ إعلاميّ» وهوَ ما نجحت فيه إلى حدٍ ما في ظل التضارب بينَ العدد الحقيقي للقتلى والجرحى وما جرى بالضبط خلال الأحداث الداميّة للمجزرة.